# Grande cometa del 1910
La Grande cometa del 1910, formalmente nota come C/1910 A1 fu una grande cometa apparsa nel gennaio del 1910. Visibile anche ad occhio nudo, fu scoperta da più persone contemporaneamente il 12 del suddetto mese dalle miniere di diamanti nel Transvaal quando già era di magnitudine apparente -1
Il primo astronomo a studiare in maniera appropriata la cometa fu Robert T. A. Innes presso il Transvaal Observatory in Johannesburg il 17 gennaio 1910.
Spesso questa cometa è confusa con la cometa di Halley che fu anch'essa visibile ad occhio nudo nel 1910.